# 朝鲜的力量
《朝鲜的力量》是一首歌颂朝鲜民主主义人民共和国前最高领导人金正日的歌曲。由伍英宰和吳正熙於2011年創作，朝鮮人民軍功勳國家合唱團演唱。
该首歌曲的前奏自2012年9月10日起，也被用作朝鲜中央电视台新闻节目《报道》的开场曲。

## 歌词
| 原文 | 中文翻译 |
| -{아 우리의 김정일장군 그이는 조선의 힘이다 폭퐁안고 비약하는 조국땅 어데서나 인민들은 부르네 어버이 그 이름 우러러 그리면 용맹이 솟고 기적과 위훈이 나래펼치네 그이는 천만의 불타는 심장 그이는 천만이 굳게 뭉친 힘 우리의 김정일장군 그이는 조선의 힘이다 강철같은 령장의 봄날같은 그 미소 그 사랑의 힘으로 시련도 이겼네 백두산의 무게로 다지여주신 선군의 내 조국은 강대하여라 그이는 천만의 불타는 심장 그이는 천만이 굳게 뭉친 힘 우리의 김정일장군 그이는 조선의 힘이다 애국은 그이의 힘 그이는 정의의 힘 강적도 쳐부시고 주체강국 세워가네 진리의 보검을 틀어쥔 손길 백승의 이 조선을 향도하신다 그이는 천만의 불타는 심장 그이는 천만이 굳게 뭉친 힘 우리의 김정일장군 그이는 조선의 힘이다 아 우리의 김정일장군 그이는 조선의 힘이다 }- | 啊，我们的金正日将军， 他是朝鲜的力量。 迎着暴风而飞跃的祖国各地， 人民呼唤着慈父的名字。 抬头思念他，勇气倍增， 奇迹与功勋就翅膀翱翔， 他是千万烈火的中心， 他是千万坚决拥护的力量。 我们的金正日将军， 他是朝鲜的力量。 钢铁的统帅，春天般的微笑， 这股爱的力量，再艰难也会胜利。 先軍強大我祖國， 从白头山奠基的先军祖国一定会强大。 他是千万烈火的中心， 他是千万坚决拥护的力量。 我们的金正日将军， 他是朝鲜的力量。 他是爱国的力量，他是正义的力量。 消灭劲敌，建设主体强国。 手握真理的宝剑， 引领着朝鲜在胜利中前行。 他是千万烈火的中心， 他是千万坚决拥护的力量。 我们的金正日将军， 他是朝鲜的力量。 啊，我们的金正日将军， 他是朝鲜的力量。 |